# James Hewitt (4e vicomte Lifford)
Pour les articles homonymes, voir James Hewitt.
James Hewitt, 4e vicomte Lifford, (31 mars 1811 - 20 novembre 1887), du château de Meenglass, comté de Donegal, est lieutenant adjoint du comté de Donegal.

## Jeunesse et famille

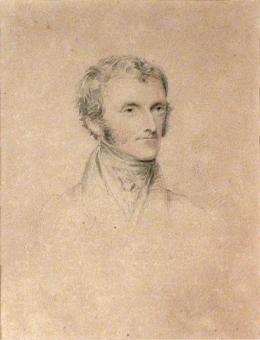
Le père de Lord Lifford, le 3e vicomte Lifford

Il est né le 31 mars 1811 à Merrion Square, Dublin, fils de James Hewitt, 3e vicomte Lifford, et de Mary Ann Maude.
Il épouse Mary Acheson, fille d'Archibald Acheson (2e comte de Gosford) et Mary Sparrow, le 9 juillet 1835. Ils ont :
- Mary Anne Hewitt (décédée le 27 mai 1913), épouse John Gathorne Wood, fils de John Wood[2]
- Isabella Hewitt (décédée le 19 mars 1924)
- Lettice Lucy Hewitt (décédée le 13 août 1930)
- Alice Anne Hewitt (décédée le 11 février 1943)
- Anne Eliza Hewitt (décédée le 5 septembre 1957)
- William James Hewitt (6 avril 1836-28 octobre 1948)
- James Wilfrid Hewitt, 5e vicomte Lifford (12 octobre 1837-20 mars 1913)
- Evelyn John Hewitt (19 juillet 1842 - 4 juillet 1867)
- Archibald Robert Hewitt, 6e vicomte Lifford (14 janvier 1844-22 mai 1925)
- Cornwallis Charles Hewitt (3 mars 1847 - 4 septembre 1889)
- Edward Hewitt (31 mars 1848 - 4 septembre 1931)
- Georgiana Rosamund Hewitt (vers 1858 - 9 mai 1887)

Lady Mary est décédée en mars 1850.
Il se remarie à Lydia Lucy Wingfield Digby, fille du révérend John Digby Wingfield Digby, le 9 décembre 1851. Ils ont un enfant :
- George Wyldbore Hewitt (16 novembre 1858 - 23 avril 1924), qui épouse Elizabeth Mary Rampini (1871–1959); l'un de leurs deux fils est le sous-lieutenant Dennis George Wyldbore Hewitt.

## Carrière

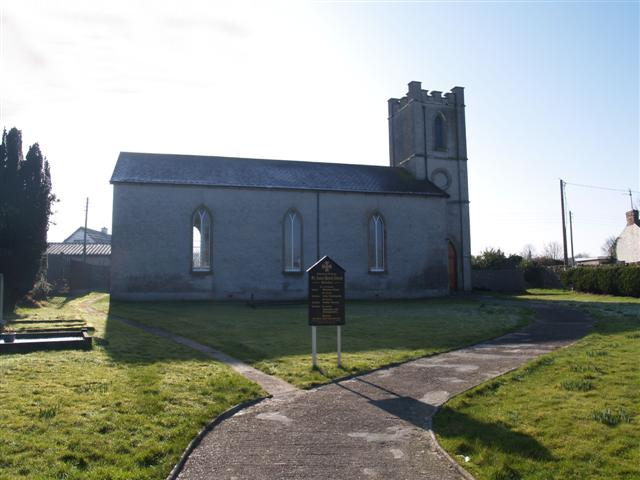
Église St. Anne's Church of Ireland, Monnellan, The Cross, Killygordon, le lieu de sépulture de James, 4e vicomte Lifford

Il fait ses études à Christ Church, Oxford. Ses domaines comprenaient 11 000 acres à Meenglas, Ballybofey. Il est lieutenant adjoint du comté de Donegal et haut shérif du Donegal de 1841 à 1845.
Il est président du Finn Valley Railway vers 1860 . Il siège à la Chambre des lords en tant que pair représentant irlandais de 1856 à 1887, sur les bancs conservateurs.
Lord Lifford est décédé le 20 novembre 1887. Il est enterré dans l'église St Anne's Church of Ireland, Monnellan, The Cross (également connu sous le nom de Crossroads), Killygordon.

## Publications
- L'Irlande et l'Église irlandaise (1842)
- Réflexions sur l'état actuel de l'Irlande (1849)
- Un plaidoyer pour les propriétaires irlandais (1867)